# August Englas
August Englas (Otepää, 1925. január 15. – 2017. március 21.) világbajnok szovjet-észt birkózó.

## Pályafutása
Az 1952-es helsinki olimpián a negyedik helyen végzett. Az 1953-as nápolyi világbajnokságon kötött fogásban, az 1954-es tokiói világbajnokságon szabadfogásban lett világbajnok a 87 kg-os súlycsoportban.

## Sikerei, díjai
- Világbajnokság – 87 kg
  - aranyérmes: 1953 (kötött fogás), 1954 (szabadfogás)